# Извор Волге
Извор реке Волге (рус. Исток Волги) налази се на северозападу Тверске области, неколико километара јужније од границе према Новгородској области, односно на крајњем северозападу Осташковског рејона у европском делу Руске Федерације.
Волга, највећа европска река свој ток започиње на подручју Валдајског побрђа, југозападно од села Волговерховје на око 42 километра северозападно од града Осташкова, на надморској висини од 228 метара. Само извориште налази се на рубним деловима тресаве и чини га више подземних извора који заједно граде мање језерце у којем свој ток почиње ова највећа европска река. Из језерца Волга отиче у виду уског и плитког поточића ширине не веће од једног метра и максималне дубине до 30 центиметара. Боја воде у том делу тока има нијансе црвене и црне, што је последица састава земљишта преко којег тече. Већ на око 250 до 300 метара после извора налазе се остаци прве бране на Волги. Брана је грађена од камена почетком ХХ века, и вероватно је њен настанак везан за градњу женског манастира посвећеног Олги Кијевској који се налази на том подручју.
На самом изворишту подигнута је капелица до које води мањи дрвени мост. Након свега 3,2 километра тока Волга протиче кроз језеро Мали Верхит, а убрзо потом и кроз језеро Велики Верхт, након чега улази у језеро Стерж (које је део знатно крупнијег језерског система Горњоволшких језера).
Подручје око изворишта реке Волге данас је заштићено као парк природе који обухвата територију од око 4.100 хектара. Патријарх московски и све Русије Алексије II је 1999. освештао извориште реке Волге.